# 房州弁
房州弁（ぼうしゅうべん、英: Boshu dialect）は、千葉県南部で主に話されている日本語の方言である。西関東方言に属する。安房地域（房州）を中心に、安房と隣接する上総南部（勝浦市・大多喜町・御宿町・いすみ市・富津市・君津市 など）で日常的に話されているが、袖ケ浦市・市原市などの一部でも似た方言が使用されている。語尾に「～べ」や「～ぺ」と付くのが特徴。
ただし、現在では廃れている言葉も多くある。

## アクセント・文法
中輪東京式アクセント。文法は東日本方言の要素を持つが、形容詞連用形の語幹形がある。

## 主な語彙
※ここで挙げる方言は、地域によって異なる場合がある。

### あ行
- あおなじみ - 青あざ。
- あて - 私・俺など自称。｢あてら｣＝私たち
- あかんぺろん - 擦り剥いて、皮が剥がれた様子。
- あに - 何。何ですか。
- あじ - 如何。但し、単体では使わない。下記、「あじ」の派生。
  - あじした？ - どうした？　（例） そん顔あじした？→その顔どーした？　
  - あじする？ - どうする？　（例）にしゃ、あじする？→あなたは、どーする？
  - あじょうだ？ - どう？　（例）こんおつけ、あじょうだ？→このお味噌汁、どう？
- あてこともねー - どうしようもない。救いようがない。　（例）また寝ションベン漏らしたんか？あてこともねぇ。→またオネショしたの？どうしようもないね。
- あんが、 - いやいや、　（例）はー飯よそっけ？あんが、まだいらねぇ。→もうご飯よそう？いや、まだいいや。
- あんご - ヒキガエル、蛙の事　（例）あそーの、田さあんごん子がいたぁお。
- あんでんねー（またはあんとんねー） - 何でもない。なんてことない。
- いいあんばい - 良い天気。 通りがかりの挨拶に用いられる。
- いそっぴ - イワガニ、イソガニ、ヒライソガニなど、海岸でみられる小型のカニの総称。
- いっぺえ - たくさん。いっぱい。一杯。　（例1）いっぺえあらあで→たくさんありますね。（例2）いっぺえやんべんね→一杯飲みましょうよ。
- うっちゃる（またはふっちゃる） - 捨てる。(人間を)放っておく。　（例）こん魚腐ってっかいうっちゃんべ。
- うならかす - 相手を圧倒させる。急いでやる。（例）うならかして行かないと間にあわない
- うなう - 耕す。
- うら - 後ろ。
- うんてえ・おんて - 重い。
- おせる - 捕まえる。教える。(人間が)交尾する。
- おいさ・おっさ －そうだよ。　（例）～なの？　おいさ
- おいねぇ・おんね - 駄目。無理。　（例）そらおいねぇよ。（例）おいないですねぇ。
- おいもんかい  - 駄目、コラ！　(例)それおいもんかい！
- おぅよ - いいよ。　（例）おぅよ。明日いくべよ。
- おごいぼぅ - おこりん坊。
- おっぺす（またはおっぴす） - 押す。　（例）そっちまでおっぺしてってくろ。
- おみおつけ - 味噌汁。
- おめぇらが - お宅。あなたらが。　（例）おめえらがじゃ、はあ田植え終わったんか？
- おれ - 私。 ～が、がつくと略されて「おが」という場合もある。 アクセントは「お」にある。
- おんだら - 私達。　　（例）おんだらはけぇんべ。
- おっける -ころぶ。（例）田ん畔でねえごんでおっけっちまったぁよ。
- おんごしょる - 折れる。

### か行
- かぁかぁ - 馬鹿。阿呆。　（例）成績悪いかんかぁかぁって言われんだべ。
- かぁねぇ - 食べない。（例）はーかぁねぇか？→もう食べないの？
- かっくらす - 殴る。
- かってぼ - あほか！　（例）つまらない駄洒落にツッコミを入れる時、「かってぼさぁ！」
- ～がん～ - ～の～。（例）にしらんがん畑→あなた達の畑
- ～かし - ～かしら。
- かせる - かぶれる
- かます - はさむ。動かないように言葉や動作・くさびをたてること。
- かわばち - 川魚　ナマズ目ギギ科、標準和名ギバチ
- かんます - かき回す。
- きばる - 痛くなる。　（例）腹がきばっちってどうしようもねぇ。
- きもいる - むかつく。腹がたつ
- くっかぐ（またはふっかぐ） - 噛む。
- 〜くったい - 〜ください。　（例）持ってってくったい。→持っていってください。
- くむ - 崩れる。壊れる。　（例）あっちの土手が、つっくんでたぁよ。
- ～け - ～か。　（例）そうけ。→そうか。
- けぇ - 食え。　（例）まっとけぇよ。→もっと食えよ。※まっと→もっと
- けえる - 帰る。　（例）おせぇかいけえんべよ。　はぁけぇっかい。（帰るから。）
- ケバ - 陰毛。
- げっぽ - 嘔吐物。
- こええ - 硬い。一部地域で疲れる。
- こちょぐってぇ - くすぐったい。
- こっぺ - 屁理屈。（例）こっぺ、きゅうな！→屁理屈を言うな！　※きゅうな→利くな
- こばっこ - 端・隅っこ。
- ぐしゃる -情交する。「遇し合う」又は「具を合わせる」から来ていると思われる。

### さ行
- さーしぶりだね - 久しぶり。
- ～じっか - 君津・木更津周辺のみ。静岡弁の「～じゃんかぁ」に相当。～じゃないか。
- じょうぼ - 門前・家の前の通路
- じょんごろ - おたまじゃくし。
- すてれっぱつ（またははれっぱつ） - 「大きい」の最上級的な意味。てっぱつよりも大きい。凄く大きい。
- ずんねぇ - 大きい。
- せど - 裏。　（例）せど山。
- そうだいねぇ - そうだよね。
- そば - 近く。近所。周辺。

### た行
- ～だで  - 静岡弁の「～じゃんかぁ」に相当。～じゃないか。
- だけんが（またはだっけんが、けんが、でんが） - だけれども。
- たんご - 牛糞、肥やし。一部地域で「ふませ」とも言う。
- だんみゃく - 散らかっている様をいう。　（例）うちん中がだんみゃくっしょ。
- ちいちゃっけぇ・ちっけぇ  - 小さい。
- ちょんぴこ  - アゴハゼ属に属する魚の総称。
- ちょんぽ・ちょんぽこ  - ぺにす。ちょんぽこ＝子どものぺにす。
- ちっこ  - 乳房。おっぱい。※牛の初乳を火入れ加工した「ちっこかためたーの」というバターに似た料理が実在する。
- ～っしょ - ～でしょ。　（例）おめぇ昨日君津駅に来なかったっしょ。
- てっぱつ（またはでっぱつ） - 「大きい」の比較級的な意味。結構大きい。
- ～でん。 - ～じゃん。～でしょ。　（例）こらぁ、ひでーでん。→これはヒドイじゃん！
- ～でんいぇー。 - ～じゃんかよー。※～でん。より荒っぽい。　（例）そらぁ、ひでーでんいぇー。→それはひどいじゃんかよー！

### な行
- ないびーびー - 泣き虫。意気地なし。
- にぎぃめし - おにぎり。
- にし - 二人称を意味する。あなた。君。
- にしら（またはにっしゃら） - にしの複数形。あなた達。
- ねんぽ - 穴　（例）鼻ねんぽ。

### は行
- はー - もう。　（例）はーいいけ？→もういいのか？
- はがち - ムカデ。
- はしけぇ - チクチクすること、様子（例）はしけーよ。
- はなっと - 岬の先端部。かど。
- はめる-性交する
- びたびた、びたんびたん - びしょびしょ（雨などにぬれた時に使う）。
- ひとみず - 人見知り。
- ひして - 一日。ひしてふつかかかる。＝二日かかる。
- ひゃっけぇ、ひゃっこい - 冷たい。
- ぷっくす、ぼっこす - 壊す。破壊する。
- ぷっくらす - かっくらす（殴る）よりも強い意味合いを持つ。
- ほいで - それで。
- ほてる - 熱くなる。顔などが熱くなる。怒る。
- ほと-女陰
- ほんこん - 本気で。マジで。[転じて→]強く。力いっぱい。

（例1）ほんこんやれよ！→本気でやれよ！　（例2）そんなほんこんやいとふっくいげっちゃいどー。→そんなに強くやるとひっくり返っちゃうぞー。

### ま行
- まっこ - かやの葉、真菰（まこも）の葉　盆供に用いる。
- まっと - もっと。　（例）まっとけぇよ。→もっと食えよ。※けぇ→食え
- もぢける - 壊れて外れる。

### や行
- やあんでく - 歩く。　（例）今日天気がいいからよぉ、木更津までやんでくべや。
- やあしんぼぅ - 食いしん坊。
- やってらぁ - 始まっている。　（例）宴会ははぁやってらぁ。
- やまべ - 川魚、コイ科オイカワのこと。
- やんべぇ - ～をやろう。～をしよう。　（例）はや、釣りやんべぇおー（訳：はやく釣りをやろうよ）
- よいなもんじゃねぇ（またはよいじゃねぇ） - 容易なものではない。
- やぶ - 歩いてゆく。行く。
- やべさ - 行こうよ。
- やあばっしぇ - おいで。

### わ行
- わら - お前たち。あなた方。「わんら」ともいう。
- わん - お前。あなた。「われ」は「わん」の丁寧語。
- わんだら － おまえたち。あなたたち。

## 方言を使う著名人
- 加藤純一 - 南房総市出身のYouTuber、タレント、クリエイター
- まちゃまちゃ - 君津市出身のタレント。